# Їжак Микола
Мико́ла Їжа́к (16 вересня 1886, село Чесники, нині Рогатинського району Івано-Франківської області — грудень 1919, місто Жмеринка, нині Вінницька область) — священник УГКЦ, капелан.

## Життєпис
Син Івана Їжака й Анни з дому Паньків. Народну школу закінчив у рідному селі. Далі навчався у Бережанській гімназії, яку закінчив матурою (іспитом зрілості) з відзнакою. Співзасновник організації «Молода Україна».
У 1911 році митрополит Андрей Шептицький у Львові висвятив Миколу Їжака на священика в одруженому стані. Від травня 1916 року був духівником (капеланом) Легіону УСС, перебував на Тернопільщині (село Соснів, нині Теребовлянського району та ін.). Став одним із двох перших капеланів УСС
Організаційна схема польового духівництва в Галицькій армії була визначена Державним Секретаріатом Військових Справ (ДСВС) 1 січня 1919 р. Тоді на базі відділу духівництва було засновано вищий орган — Зарядче Преподібництво. Наказом військового міністра ЗУНР, полковника Д. Вітовського Преподібником ДСВС призначено Миколу Їжака. Йому було підпорядковане новостворене Польове Преподібництво Начальної Команди Галицької армії (НКГА), очолюване недавнім капеланом австрійської армії 36-літнім о. А. Калятою.
Після відступу Української галицької армії за Збруч перейшов із нею на Східну Україну, де у грудні 1919 року помер від епідемічного висипного тифу. На вічний спокій відпровадив цього ідейного священика о. Василь Лаба.

## Нагороди
- Духовний хрест заслуг ІІ ступеня на білій стрічці (нім. Geistliches Verdienstkreuz 2. Klasse am weissen Bande)[3]
- Бронзова медаль «За військові заслуги» на стрічці хреста «За військові заслуги»[3]